# 가미노게역
가미노게역(일본어: 上野毛駅, かみのげえき)은 일본 도쿄도 세타가야구에 있는 도쿄 급행 전철의 역이다. 역 번호는 OM14이다.

## 역 구조
지상역이지만 본 역 부근에는 선로가 절토 내를 통과하여 플랫폼도 그 내부에 있다. 상행선(오이마치 방면)에만 외측 통과선을 가진 섬식 승강장 1면 3선의 구조이다. 일부의 각역정차 열차는 급행의 통과 대기를 한다.
현재의 역사는 2007년에 리모델링되었다.
또, 승강장은 LED조명을 채용하였다.

### 승강장
| 승강장 | 노선        | 방향 | 행선                                              |
| ------ | ----------- | ---- | ------------------------------------------------- |
| 1      | 오이마치 선 | 하행 | 후타코타마가와・미조노쿠치 방면                   |
| 2      | 오이마치 선 | 상행 | 지유가오카・오오카야마・하타노다이・오이마치 방면 |

## 역 주변
- 고토 미술관
- 도쿄 도 공문서관
- 다마가와노게마치 공원
  - 노게 오쓰카 고분
- 가미노게 자연 공원
- 세타가야 가미노게 우체국
- 다마 미술대학 가미노게 캠퍼스
- 일본 과자 전문 학교
- 세인트 메리즈 인터내셔널 스쿨

## 역사
- 1929년 11월 1일: 영업 개시.
- 1999년: 자동 개찰기 설치.
- 2006년 6월: 개량 공사 개시.
- 2007년 12월 20일: 신역사의 사용 개시. 동시에 구역사의 사용 중지.
- 2008년
  - 1월: 상행 대피선 완성.
  - 3월 28일: 이 날의 다이어 개정으로 오이마치 선의 급행 운전 개시. 평일 아침 러시아워에만 급행 상행선의 각역정차의 추월이 이루어짐.
- 2010년 12월 18일: 구역사의 사용 재개.
- 2011년 3월: 개량 공사 완료.

## 사진

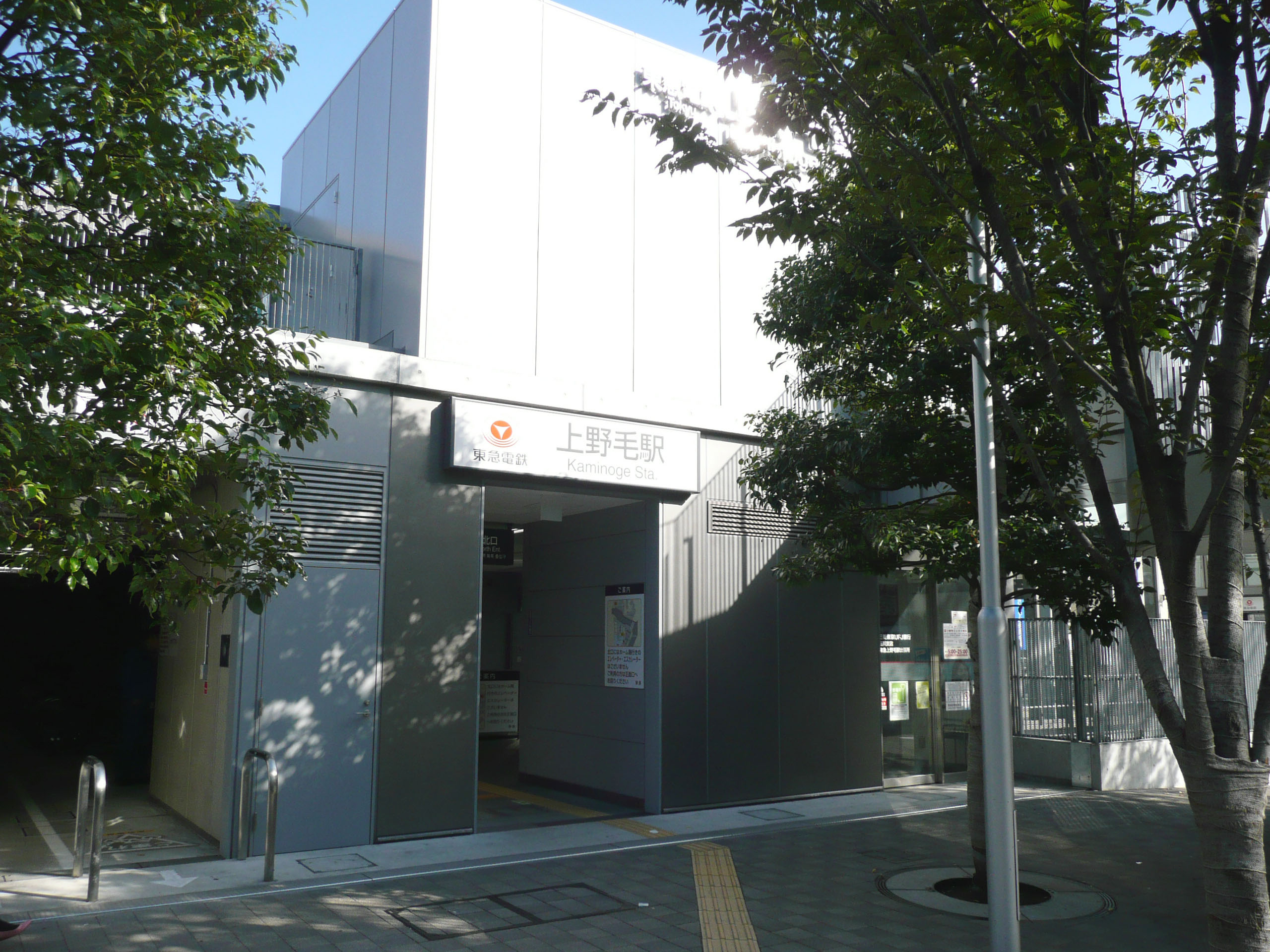
북쪽 출입구

## 인접역
| 도쿄 급행 전철 오이마치 선   | 도쿄 급행 전철 오이마치 선                                                | 도쿄 급행 전철 오이마치 선           |
| ---------------------------- | ------------------------------------------------------------------------- | ------------------------------------ |
| OM 13 도도로키 오이마치 방면 | □ 각역정차 (후타코신치, 다카쓰 통과) ■ 각역정차 (후타코신치, 다카쓰 정차) | 후타코타마가와 OM 15 미조노쿠치 방면 |